# Ніколя Пепе
Ніколя́ Пепе́ (фр. Nicolas Pépé, нар. 29 травня 1995, Мант-ла-Жолі) — івуарійський футболіст, нападник іспанського клубу «Вільярреал» та збірної Кот-д'Івуару.

## Клубна кар'єра
У дорослому футболі дебютував 2012 року виступами за команду «Пуатьє» з п'ятого французького дивізіону, в якій провів один сезон, взявши участь лише у 9 матчах чемпіонату.
2013 року уклав контракт з клубом «Анже», але виступав здебільшого за другу команду, зігравши за основний склад лише 7 матчів в Лізі 2. Після цього протягом сезону 2015/16 виступав на правах оренди за «Орлеан» у третьому дивізіоні. Граючи у складі «Орлеана» також здебільшого виходив на поле в основному складі команди.
Влітку 2016 року повернувся до «Анже», яке вже виступало у Лізі 1. Дебютував у вищому французькому дивізіоні 29 жовтня 2016 року у матчі проти «Генгама». Встиг відіграти за команду з Анже в національному чемпіонаті 40 матчів до свого переходу в «Лілль». У цьому клубі Ніколя провів 2 роки, протягом яких був ключовим гравцем лінії нападу команди.
1 серпня 2019 року Ніколя Пепе підписав контракт з лондонським «Арсеналом», який заплатив за форварда 72 мільйони фунтів.

## Виступи за збірну
Пепе народився у Франції у батьків івуарійського походження. Через це він отримав запрошення до національної збірної Кот-д'Івуару в листопаді 2016 року. Дебютував в офіційних матчах у складі збірної Кот-д'Івуару 15 листопада 2016 року в товариському матчі проти збірної Франції, замінивши на 86 хвилині Макса Граделя.
У складі збірної був учасником Кубка африканських націй 2017 року у Габоні та Кубка африканських націй 2019 року у Єгипті.
| Дата       | Місто     | Господарі   | Результат | Гості       | Турнір                                     | Голи | Примітки |
| ---------- | --------- | ----------- | --------- | ----------- | ------------------------------------------ | ---- | -------- |
| 15-11-2016 | Ленс      | Франція     | 0 – 0     | Кот-д'Івуар | товариський матч                           | -    | 86'      |
| 8-1-2017   | Абу-Дабі  | Швеція      | 1 – 2     | Кот-д'Івуар | товариський матч                           | -    | 46'      |
| 11-1-2017  | Абу-Дабі  | Кот-д'Івуар | 3 – 0     | Руанда      | товариський матч                           | -    | 69'      |
| 24-3-2017  | Краснодар | Росія       | 0 – 2     | Кот-д'Івуар | товариський матч                           | -    | 89'      |
| 4-6-2017   | Роттердам | Нідерланди  | 5 – 0     | Кот-д'Івуар | товариський матч                           | -    | 66'      |
| 10-6-2017  | Буаке     | Кот-д'Івуар | 2 – 3     | Гвінея      | Відбір до Кубка африканських націй 2019    | -    | 87'      |
| 24-3-2018  | Бове      | Того        | 2 – 2     | Кот-д'Івуар | товариський матч                           | 2    |          |
| 27-3-2017  | Бове      | Кот-д'Івуар | 2 – 1     | Молдова     | товариський матч                           | 1    | 61'      |
| 9-9-2018   | Кігалі    | Руанда      | 1 – 2     | Кот-д'Івуар | товариський матч                           | -    | 81'      |
| 18-11-2018 | Конакрі   | Гвінея      | 1 – 1     | Кот-д'Івуар | Відбір до Кубка африканських націй 2019    | -    | 85'      |
| 23-3-2019  | Абіджан   | Кот-д'Івуар | 3 – 0     | Руанда      | Відбір до Кубка африканських націй 2019    | 1    |          |
| 14-6-2019  | Абу-Дабі  | Кот-д'Івуар | 0 – 1     | Уганда      | товариський матч                           | -    |          |
| 19-6-2019  | Абу-Дабі  | Замбія      | 1 – 4     | Кот-д'Івуар | товариський матч                           | -    | 52'      |
| 24-6-2019  | Каїр      | Кот-д'Івуар | 1 – 0     | ПАР         | Кубок африканських націй 2019 - 1-й етап   | -    |          |
| 28-6-2019  | Каїр      | Марокко     | 1 – 0     | Кот-д'Івуар | Кубок африканських націй 2019 - 1-й етап   | -    |          |
| 8-7-2019   | Суец      | Малі        | 0 – 1     | Кот-д'Івуар | Кубок африканських націй 2019 - 1/8 фіналу | -    | 68'      |
| Усього     |           | Матчів      | 17        |             | Голів                                      | 4    |          |

## Титули і досягнення
- Володар Кубка Англії (1):

«Арсенал»: 2019–20
Володар Суперкубка Англії (1):
«Арсенал»: 2020
Збірні
- Переможець Кубка африканських націй: 2024